# Pavel Pazdírek
Pavel Pazdírek   (Brno, 14 d'octubre de 1937) és un nedador txec, ja retirat, especialista en papallona, que va competir sota bandera txecoslovaca durant les dècades de 1950 i 1960.
El 1960 va prendre part en els Jocs Olímpics d'Estiu de Roma, on fou novè en els 200 metres papallona del programa de natació.
En el seu palmarès destaca una medalla de plata en els 200 metres papallona del Campionat d'Europa de natació de 1958 que es va disputar a Budapest i una de plata i una de bronze en els 4x100 metres estils i 200 papallona respectivament de les Universíades de Torí de 1959.